# Patrofilo di Scitopoli
Patrofilo (in latino Patrophilus; fl. 323–359) fu vescovo di Scitopoli all'inizio della metà del IV secolo. Ariano, fu avversario di Atanasio di Alessandria, che lo descrisse come un «πνευματόμαχος», «combattente contro lo Spirito Santo». Quando Ario fu esiliato in Palestina nel 323, Patrofilo lo accolse calorosamente.
Filostorgio lo elenca tra i vescovi ariani.
Istruì Eusebio di Emesa nell'esegesi biblica.
Nel 354-355 agì insieme ad Acacio di Cesarea per deporre il vescovo di Gerusalemme Massimo, che sosteneva il Credo niceno, e lo sostituì con Cirillo, ritenuto anch'egli ariano. Supervisionò anche l'esilio di Eusebio di Vercelli a Scitopoli – Eusebio lo chiama il suo «carceriere».
Nel 359 fece parte di una delegazione presso l'imperatore Costanzo II per protestare contro le deposizioni del clero ariano da parte di Basilio di Cesarea.
Filostorgio menziona che dopo la sua morte il suo corpo fu disotterrato e le sue ossa disperse nel 361 durante la reazione pagana sotto Giuliano.